# Welfare Reform Act 2012
Welfare Reform Act 2012 est une loi britannique votée le 8 mars 2012, qui vise à réformer la protection sociale au Royaume-Uni. Elle a notamment été créée par la fusion de 6 autres allocations, le Universal Credit. La loi est notamment célèbre pour avoir mis en place la Bedroom Tax, une pénalité pour les logements sociaux sous-occupés.